# 케네스 배

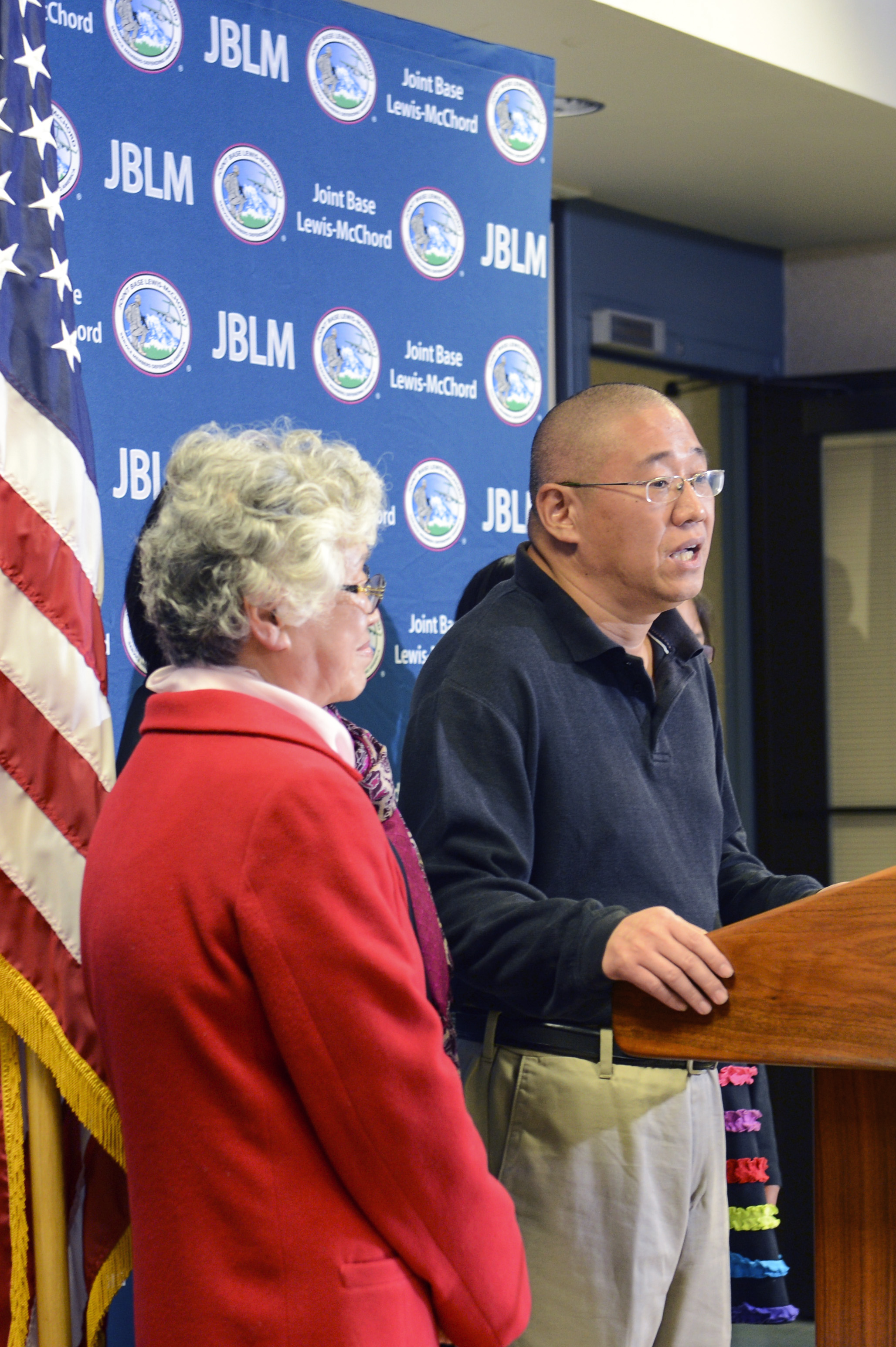
2014년 그의 석방 후 감사의 연설에 참석한 케네스 배

케네스 배(영어: Kenneth Bae, 1968년 8월 1일 ~ ) 또는 배준호(裵埈皓)는 한국계 미국인 선교사이다. 한국 전쟁 이후 가장 오랜 기간인 735일간 조선민주주의인민공화국에 억류된 미국인으로, 아버지는 빙그레 이글스의 초대 감독을 역임한 배성서이다.
1968년 8월 1일 대한민국에서 태어났으며 18세 때 미국으로 이주했다고 한다. 2012년 11월 종교 활동을 통한 정부 전복 혐의로 조선민주주의인민공화국 당국에 체포되었다. 2013년 4월 국가전복음모죄로 노동교화형(징역) 15년형을 선고받았으나 2014년 11월 9일 조선민주주의인민공화국에서 억류에서 풀려나 현재 미국으로 돌아간 상태이다.
2017년 10월부터 북한인권과 통일을 위한 국제 NGO '느헤미야글로벌이니셔티브(NGI)를 창립하였으며, 2018년 1월, 정식으로 문을 열었다.

## 같이 보기
- 조선민주주의인민공화국의 인권
- 임현수 (목사)